# 3. tankovska armada (Wehrmacht)
Za druge 3. armade glejte 3. armada.
3. tankovska armada je bila tankovska armada v sestavi Heera (Wehrmacht) med drugo svetovno vojno.

## Vojna služba
| Datum                      | Nadrejeno poveljstvo     | Področje (vir) |
| januar 1942 - februar 1945 | Armadna skupina Sredina  | Vzhodna fronta |
| februar - maj 1945         | Armadna skupina Weichsel | Vzhodna fronta |

## Organizacija

### Stalne enote
- Höh. Akro 313
- Korück 590
- Panzer-Armee-Nachschubführer 3
- Armee-Nachrichten-Regiment 3

### Dodeljene enote
1. julij 1941
- LXXXIX. Armeekorps
- LVII. Armeekorps

2. oktober 1941
- VI. Armeekorps
- XXXXI. Armeekorps
- LVI. Armeekorps
- V. Armeekorps

10. marec 1942
- LIX. Armeekorps

8. oktober 1942
- IX. Armeekorps
- XX. Armeekorps

1. januar 1943
- XXXXVI. Armeekorps
- IX. Armeekorps
- XX. Armeekorps

5. avgust 1943
- XXXXIII. Armeekorps
- LIX. Armeekorps
- II. Lw.Armeekorps
- VI. Armeekorps

3. december 1943
- IX. Armeekorps
- LIII. Armeekorps
- VI. Armeekorps
- 210. varnostna divizija

15. april 1944
- IX. Armeekorps
- LIII. Armeekorps
- VI. Armeekorps
- 210. varnostna divizija

26. november 1944
- XXVIII. Armeekorps
- XXXX. Armeekorps
- IX. Armeekorps
- XXVI. Armeekorps
- 95. pehotna divizija

12. april 1945
- Korps Swinemünde
- XXXII. Armeekorps
- Korps Oder
- XXXXVI. Armeekorps
- III. SS-Armeekorps
- 11. SS-Panzer-Grenadier-Division
- 23. SS-Panzergrenadier-Division
- 28. SS-Freiwilligen-Grenadier-Division
- 27. SS-Freiwilligen-Grenadier-Division

## Poveljstvo
Poveljnik
- Generalpolkovnik Georg-Hans Reinhardt (5. oktober 1941 - 15. avgust 1944)
- Generalpolkovnik Erhard Raus (15. avgust 1944 - 9. marec 1945)
- General tankovskih enot Hasso von Manteuffel (9. marec 1945 - 8. maj 1945)